# Prugasti tinamu
Prugasti tinamu (lat. Crypturellus undulatus) je vrsta ptice iz roda Crypturellus iz reda tinamuovki. Živi u šumovitim staništima na istoku i sjeveru Južne Amerike.

## Opis
Dug je 28-30 centimetara. Mužjak je težak 462-569 grama, a ženka je teška 621 gram. Tijelo mu je smećkasto-sive boje. Kljun je u gornjem dijelu crne, a u donjem sive boje. Noge i stopala su sive, blijedo-žute ili zelenkaste boje.
Hrani se plodovima s tla ili niskih grmova. Također se hrani i malom količinom manjih beskralježnjaka i biljnih dijelova. Mužjak inkubira jaja koja mogu biti od čak četiri različite ženke. Inkubacija obično traje oko 17 dana.

## Taksonomija
Prugasti tinamu ima šest podvrsta. To su:
- Crypturellus undulatus manapiare živi u Venecueli.
- Crypturellus undulatus simplex živi u južnoj Gvajani, Francuskoj Gvajani i sjeveroistočnom Brazilu
- Crypturellus undulatus adspersus živi na jugu Brazila u blizini rijeke Amazone.
- Crypturellus undulatus yapura živi u jugoistočnoj Kolumbiji, istočnom Ekvadoru, sjeveroistočnom i istočno-središnjem Peruu, te zapadnom Brazilu.
- Crypturellus undulatus vermiculatus živi u istočnom Brazilu.
- Crypturellus undulatus undulatus živi u jugoistočnom Peruu, istočnoj i sjevernoj Boliviji, regiji Pantanal u Brazilu, Paragvaju, i sjevernoj Argentini.

## Vanjske poveznice
|  | Zajednički poslužitelj ima stranicu o temi Crypturellus undulatus    |
|  | Zajednički poslužitelj ima još gradiva o temi Crypturellus undulatus |
|  | Wikivrste imaju podatke o taksonu Crypturellus undulatus             |